# Manifesto do Nada na Terra do Nunca
Manifesto do Nada na Terra do Nunca é o segundo livro escrito pelo músico Lobão, publicado em março de 2013. No livro, o autor aborda  o "estado de paralisia" em que se encontra o Brasil.

## Enredo
Quando aparece um ofendido que se acha no direito de vir me inquirindo com aquela famosa pergunta: “Quem é você?”, eu respondo: Eu sou O NADA, drogado, decadente, matricida, epilético, reacionário, roqueiro.
E como NADA eu vou contar para vocês a história da Terra do Nunca, o Brasil-Peter Pan que se recusa a crescer.
Lobão leva o leitor a pensar por conta própria e prova ser possível – e necessário – divergir com elegância. É, como ele mesmo diz, “chumbo grosso envolto em nuvens de veludo”. Do seu ponto de vista original, Lobão traça uma jornada tragicômica pela estética e a política do Brasil contemporâneo.